# Knörschhügel
Der Knörschhügel zwischen Schannenbach und Breitenwiesen im südhessischen Landkreis Bergstraße ist ein 536 m ü. NHN hoher und dicht bewaldeter Berg im Odenwald. Auf dem Gipfel stand von 1886 bis 1922 der 20 m hohe Aussichtsturm Ernst-Ludwig-Turm.

## Geographie

### Lage
Der Knörschhügel liegt im Vorderen Odenwald und bildet einen Teil des Höhenzuges, der den Krehberg im Süden mit der Neunkircher Höhe im Osten verbindet. Er befindet sich im Westteil des Naturparks Bergstraße-Odenwald in der Gemarkung Knoden der Gemeinde Lautertal. Sein Gipfel liegt 2,9 km (Luftlinie) südöstlich des im Tal der Lauter gelegenen Reichenbach, dem Kernort der Gemeinde Lautertal, zwischen den Lautertaler Ortschaften Breitenwiesen im Nordosten, Schannenbach im Süden und Knoden im Westen sowie dem Lindenfelser Ortsteil Glattbach im Osten.
Nordnordöstlich des Knörschhügels entspringt der Vorbach und westnordwestlich der Reichenbach; beide sind kleine Zuflüsse der Lauter. Auf der Ostflanke liegt die Quelle des Seidenbucher Bachs, ein Zufluss des Schlierbachs, und auf dem Westhang entspringt der Bach an den Rehklingen, ein Zufluss des Meerbachs.
Auf der Nordflanke des Berges befinden sich Felsklippen, auf seiner Südseite liegt ein Friedhof.

### Naturräumliche Zuordnung
Der Knörschhügel gehört in der naturräumlichen Haupteinheitengruppe Odenwald, Spessart und Südrhön (Nr. 14), in der Haupteinheit Vorderer Odenwald (145) zur Untereinheit Krehberg-Odenwald (145.5).

## Ernst-Ludwig-Turm

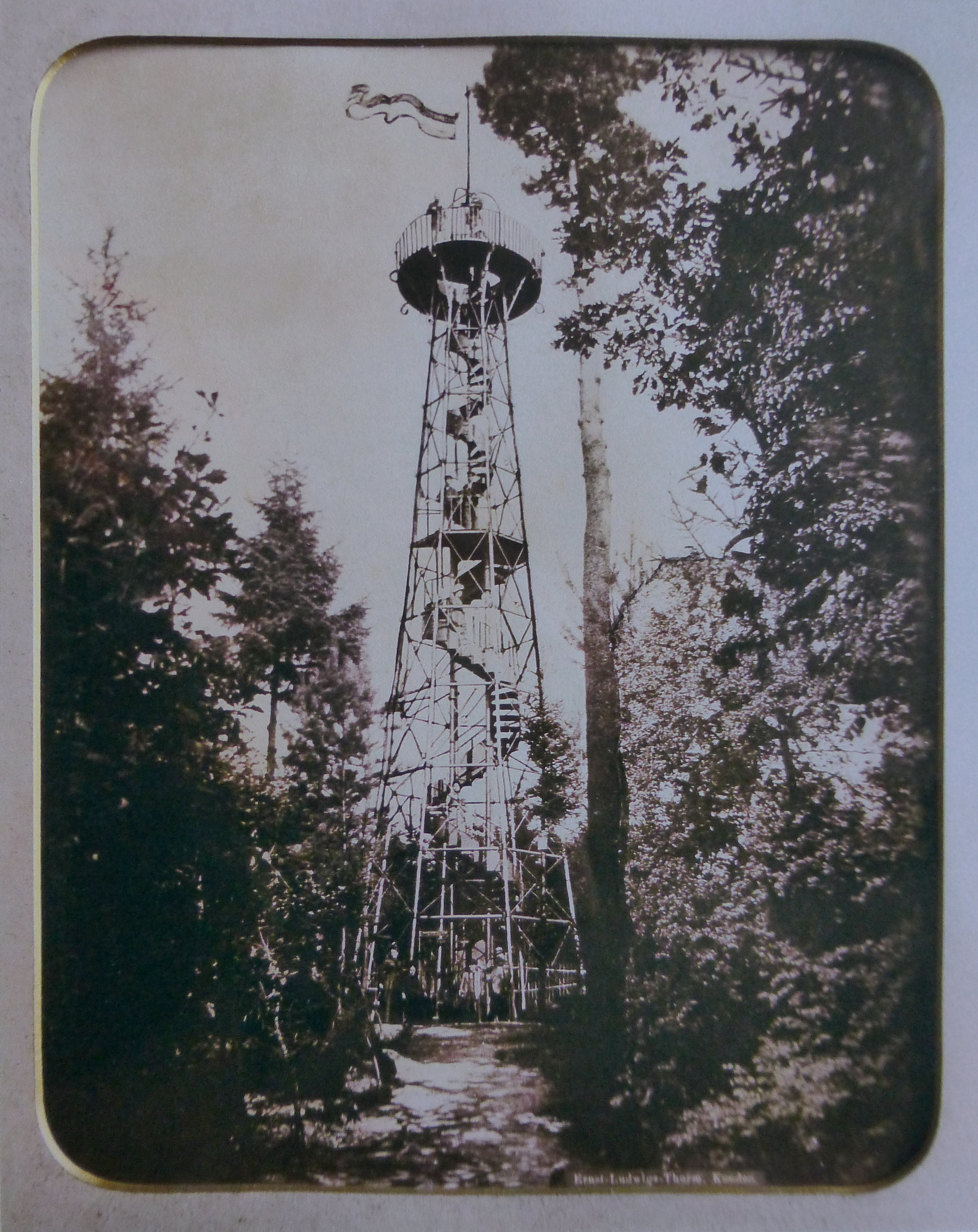
Historisches Foto des Ernst-Ludwig-Turms

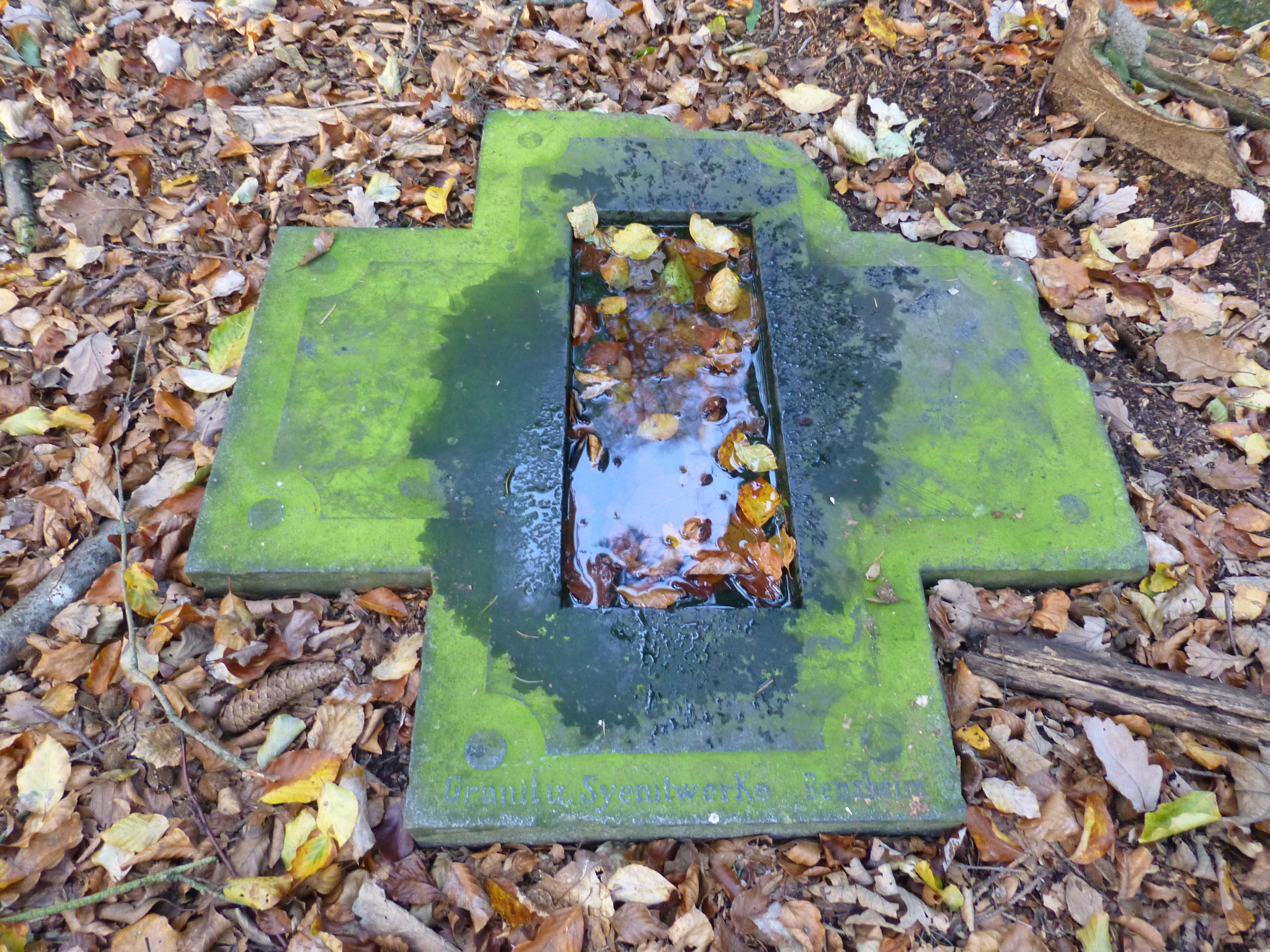
Historischer Fundamentstein des ehemaligen Ernst-Ludwig-Turms

Auf dem Gipfel des Knörschhügels befinden sich historische Fundamentreste, die 1886 zum Bau des Ernst-Ludwig-Turms im Boden eingelassen wurden, darunter ein Granitstein mit der Beschriftung Granit u. Syenitwerke Bensheim. Der 20 m hohe eiserne Aussichtsturm, der nach einer Initiative des Bensheimer Odenwaldklubs von der Dresdner Centralheizungsfabrik Louis Kühne erbaut wurde, erlebte seine Einweihung am 26. August 1886 und wurde binnen eines Jahres von 5.500 Personen bestiegen. 1922 wurde er jedoch aus Mangel an Mitteln zur Bestreitung der Erhaltungskosten abgebaut und verschrottet.

## Verkehr und Wandern
Von Nordosten gelangt man im Lautertal von Gadernheim aus auf der Kreisstraße 55 (Krehbergstraße) vorbei an Breitenwiesen nach Knoden, wo die Straße in einem Bogen um den Knörschhügel herum nach Osten schwenkt und als Knodener Straße nach Seidenbuch weiterführt. Am Friedhof (Südflanke) des Berges zweigt die Krehbergstraße als K 56 in südlicher Richtung ab nach Schannenbach.
Etwa 500 m westlich des Knörschhügels liegt in der Ortschaft Knoden der Wandererparkplatz Knoden. Etwas westlich vorbei am Berg führen drei Hauptwanderwege des Odenwaldklubs sowie ein Radweg:
- der 130 km lange Prädikatswanderweg HW 72 Nibelungensteig von Zwingenberg an der Bergstraße bis nach Freudenberg am Main,
- der 84 km lange HW 13 von Ober-Ramstadt nach Wiesenbach,
- der 62 km lange HW 20 von Bensheim nach Miltenberg und
- der 70 km lange Hessische Radfernweg R9 von Worms nach Obernburg am Main.[6]